# Parque nacional Arroyo Eudlo
El Parque Nacional Arroyo Eudlo (Eudlo Creek National Park) es un parque nacional en Queensland (Australia), ubicado a 85 km al norte de Brisbane.

## Datos
- Área: 0,43 km²
- Coordenadas: 26°42′25″S 152°57′43″E / -26.70694, 152.96194
- Fecha de Creación: 1951
- Administración: Servicio para la Vida Salvaje de Queensland
- Categoría IUCN: II